# Либеријски мунгос
Либеријски мунгос (Liberiictis kuhni) је врста сисар из реда звери и породице мунгоси (Herpestidae). 

## Распрострањење
Врста има станиште у Либерији и Обали Слоноваче.
Популација ове врсте се смањује, судећи по расположивим подацима.

## Станиште
Врста Liberiictis kuhni има станиште на копну, најчешће у мочварним шумама.

## Угроженост
Ова врста се сматра рањивом у погледу угрожености врсте од изумирања.